# Indocypha vittata
Indocypha vittata är en trollsländeart som först beskrevs av Selys 1891.  Indocypha vittata ingår i släktet Indocypha och familjen Chlorocyphidae. IUCN kategoriserar arten globalt som nära hotad. Inga underarter finns listade i Catalogue of Life.